# 三遊亭司
三遊亭 司（さんゆうてい つかさ、1979年10月2日 - ）は、落語協会所属の落語家。東京都大田区出身。落語協会所属の真打。本名：坂本 一人。出囃子は『土手の提灯』。

## 経歴
1998年5月、四代目桂三木助に入門。前座名「六久助」。10月に初高座、演目は「道灌」。2000年に破門となり一時落語の世界を離れるも、2001年1月に桂三木助が死去。葬儀を手伝い、弔辞を読んだ。
2001年3月に三遊亭歌司に再入門する。前座名「麹」。
2003年5月1日に古今亭朝太、古今亭志ん公、桂才紫と共に二ツ目昇進、「司」と改名。
2015年3月に柳家小傳次、四代目桂右女助、柳家海舟、四代目入船亭扇蔵、二代金原亭馬治、二代目金原亭馬玉、三代目柳家さん助、柳家燕弥、三遊亭彩大と共に真打昇進。

## 芸歴
- 1998年5月 - 四代目桂三木助に入門、前座名「六久助」。
- 2001年3月 - 三遊亭歌司に入門、前座名「麹」。
- 2003年5月 - 二ツ目昇進、「司」と改名。
- 2015年3月 - 真打昇進。

## 出囃子
- お七くずし（2003年 - ？）
- 蒲田行進曲（不明）
- 土手の提灯（現在）

## 人物
趣味∶お酒、日本舞踊(坂東流)、小唄。
司馬龍生の名跡を預かっている。